# Zabazoque
Zabazoque es una palabra de origen árabe-hispano con la que se designaba, entre los siglos IX y XI, al funcionario que regía los mercados locales, en los reinos de Castilla, León y Aragón.
Dentro de la escasa actividad comercial propia de la época, los pequeños mercados locales, especialmente en las villas y ciudades episcopales, en las que tenían una mayor pujanza, aunque también en las señoriales y de realengo, se colocaban bajo la salvaguarda del rey, como forma de impedir los abusos y de ordenar la justicia de forma equilibrada. Esta protección se realizaba a través del zabazoque. De él dependían los restantes funcionarios, como el almotacén.
El origen de estas figuras, se encuentra en los zocos de al-Ándalus, de donde se importaron a los reinos cristianos.